# Pulo Bluek
Pulo Bluek is een bestuurslaag in het regentschap Aceh Utara van de provincie Atjeh, Indonesië. Pulo Bluek telt 373 inwoners (volkstelling 2010).